# Karl Feldmann (Politiker)
Karl Feldmann (* 20. August 1892 in Rendsburg; † 13. April 1963) war ein deutscher Politiker der SPD.

## Leben und Beruf
Als Sohn eines Landarbeiters musste Feldmann seit seinem elften Lebensjahr selbst auf dem Bauernhof arbeiten. Nach Abschluss der Volksschule absolvierte er eine Lehre zum Dreher bei der Carlshütte in Büdelsdorf bei Rendsburg. Er trat 1910 dem Deutschen Metallarbeiterverband bei. 1912 wurde er Soldat und nahm ab 1914 am Ersten Weltkrieg teil, in dem er 1917 in britische Gefangenschaft geriet, aus der er erst 1919 freikam. Anschließend arbeitete er wieder als Dreher und Werkmeister. Von 1920 bis 1933 war er Vorsitzender des Arbeiter-Turn- und Sportbundes in Kiel. Nach der Machtergreifung der Nationalsozialisten wurde er mehrfach für insgesamt fünf Monate inhaftiert. Schließlich arbeitete er bis 1945 als Dreher in Kiel.
Im Dezember 1945 setzte die britische Besatzungsmacht Feldmann als Vermögensverwalter für den Sport ein.
Feldmann war seit 1917 verheiratet und hatte fünf Söhne, von denen drei im Zweiten Weltkrieg fielen. Nach ihm ist die Karl-Feldmann-Straße in Neumünster-Einfeld benannt.

## Politik
Feldmann trat bereits 1910 der SPD bei und war Mitbegründer der Sozialistischen Arbeiterjugend in Rendsburg. Von 1928 bis 1930 war Feldmann Stadtverordneter in Rendsburg. Von 1930 bis zum Verbot 1933 war er Gausekretär des Reichsbanners Schwarz-Rot-Gold in Schleswig-Holstein. Die Staatspolizeistelle Kiel stufte ihn Ende der 1930er Jahre auch weiterhin als „politisch unzuverlässig“ ein. Danker und Lehmann-Himmel charakterisieren ihn in ihrer Studie über das Verhalten und die Einstellungen der schleswig-holsteinischen Landtagsabgeordneten und Regierungsmitglieder der Nachkriegszeit in der NS-Zeit als Widerstandsleistenden und daher „oppositionell-gemeinschaftsfremd“.
Von 1945 bis 1947 war er Vorsitzender des SPD-Ortsvereins Einfeld und von 1949 bis 1951 Vorsitzender der SPD im Kreis Rendsburg. Von 1946 an war Feldmann Bürgermeister von Einfeld. Er gehörte dem Schleswig-Holsteinischen Landtag in dessen erster Legislaturperiode (1947–1950) an. Er vertrat dort den Wahlkreis Rendsburg-Süd und war Vorsitzender des Gesundheitsausschusses des Landtages.